# Bangor (Maine)
Bangor és una ciutat i seu del Comtat de Penobscot a l'estat de Maine dels Estats Units d'Amèrica.

## Demografia
Segons el cens del 2000 Bangor tenia 31.473 habitants, 13.713 habitatges, i 7.185 famílies. La densitat de població era de 352,7 habitants per km².
Dels 13.713 habitatges en un 26,1% hi vivien nens de menys de 18 anys, en un 36% hi vivien parelles casades, en un 12,8% dones solteres, i en un 47,6% no eren unitats familiars. En el 37,6% dels habitatges hi vivien persones soles l'11,5% de les quals corresponia a persones de 65 anys o més que vivien soles. El nombre mitjà de persones vivint en cada habitatge era de 2,12 i el nombre mitjà de persones que vivien en cada família era de 2,81.
Per edats la població es repartia de la següent manera: un 21,3% tenia menys de 18 anys, un 12,4% entre 18 i 24, un 30,3% entre 25 i 44, un 22% de 45 a 60 i un 14,1% 65 anys o més.
L'edat mediana era de 36 anys. Per cada 100 dones de 18 o més anys hi havia 85,1 homes.
La renda mediana per habitatge era de 29.740$ i la renda mediana per família de 42.047$. Els homes tenien una renda mediana de 32.314$ mentre que les dones 23.759$. La renda per capita de la població era de 19.295$. Entorn de l'11,9% de les famílies i el 16,6% de la població estaven per davall del llindar de pobresa.

## Poblacions properes
El següent diagrama mostra les poblacions més properes.